# 北滘西站 (城际)
北滘西站，是广佛环线的高架车站，位于广东省佛山市顺德区北滘镇潭洲国际会展中心东侧、地铁北滘西站北侧。本站于2024年5月26日启用。
本站与西南侧的北滘综合检修基地接轨。

## 车站结构
本站长度210m，宽41.1m，高19.96m，总建筑面积4,515平方米。车站为高架三层侧式站，一层为地面停车场、二层为站厅层、三层为站台层，车站南北两侧设进出站天桥。站房外立面采用黄色条纹和天蓝色波浪，展现创意和活力；内部设计结合菱形与六角形元素，突出现代科技感。

### 车站楼层
| 地上三层 | 侧式站台 | 侧式站台                                  | 侧式站台 | 侧式站台 |
|          | 1站台    | 广佛南环城际 番禺方向（下站：陈村）       |          |          |
|          |          | 广佛南环城际 番禺方向正线                 |          |          |
|          |          | 广佛南环城际 佛山西方向正线               |          |          |
|          | 2站台    | 广佛南环城际 佛山西方向（下站：顺德北）   |          |          |
|          | 侧式站台 |                                           |          |          |
| 地上二层 | 站厅     | 售票处、候车区                            |          |          |
|          | 商业区   | 通道前往地面停车场 预留商业设施（未启用） |          |          |
| 地面     | 出入口   | 进站口、出站口 停车场                     |          |          |

### 出入口
本站设有四个出入口，分别位于车站南北两侧。启用初期仅开放南侧的B1和B2出入口。车站现时还临时开放一个通往地面停车场的通道。
|                                           |                           |      |          |                                                    |
| 编号                                      | 设施                      | 照片 | 出口指示 | 建议前往的目的地                                   |
| B1                                        | 盲道标志 · 升降机标志     |      | 裕和路   | 地铁：佛山地铁3号线（北滘西站） 公交：城际北滘西站 |
| B2                                        | 升降机标志 · 扶手电梯标志 |      | 裕和路   | 地铁：佛山地铁3号线（北滘西站） 公交：城际北滘西站 |
| 通道                                      |                           |      | 停车场   |                                                    |
| 註： 設有 \| 設有 \| 設有 \| 設有扶手電梯 |                           |      |          |                                                    |

## 历史
本站在规划和施工阶段被称作北滘站，但与广珠城际同名车站无关。车站在环评阶段一度改为预留站，后重新确定与其他车站一并建设。
车站于2016年3月16日开工，2019年1月9日实现钢筋混凝土结构主体完工。
2020年8月，本站定名为北滘西站。2024年5月26日，车站随广佛环线南环段的开通而启用。

## 接驳交通
本站南侧即是地铁北滘西站，但两站间未设有连接通道。车站周边亦设有城际北滘西站公交车站。
| 地铁（北滘西站） - 佛山地铁3号线 公交 \| 编号 \| 编号 \| 线路 \| 线路 \| 线路 \| 收费 \| 备注 \| \| ---- \| ---- \| ------------ \| ---- \| ------------ \| ---- \| ------------- \| \| \| 934 \| 北滘西地铁站 \| ⇆ \| 大沙围工业区 \| 2元 \| 原 934A、934B \| |      |              |      |              |      |               |
| 编号 | 编号 | 线路         | 线路 | 线路         | 收费 | 备注          |
| | 934  | 北滘西地铁站 | ⇆    | 大沙围工业区 | 2元  | 原 934A、934B |

## 事故
2019年5月29日上午8时50分左右，本站站厅层钢屋面发生坍塌，造成7名正在屋面进行防水层施工的作业人员受伤，直接经济损失约200万元。事后调查报告显示，站厅屋面永久荷载的设计值比实际永久荷载小了1.45kN/m，导致屋面钢主梁、钢主梁拼装节点、钢檩条的承载力和变形均不能满足现行标准对于结构安全的要求，仅在自重作用下已处于随时可能整体坍塌的不稳定状态，屋面防水层施工作业令坍塌最终发生。